# Camille de Casabianca
 (octobre 2019).
 (février 2020).
- Si vous ne connaissez pas le sujet, laissez ce bandeau (vous pouvez alors contacter les auteurs).
- Si vous supprimez le contenu mis en cause (vous pouvez préalablement contacter les auteurs),

argumentez précisément cette suppression dans la page de discussion
(un manque de référence n'est pas un argument ; une recherche réelle de référence doit avoir été effectuée, être formellement documentée).
Pour les articles homonymes, voir Casabianca.
Camille de Casabianca est une cinéaste et écrivaine française née le 31 octobre 1960 à Paris 14e.

## Biographie
Après des études supérieures à Paris et en Californie, elle débute comme scénariste et actrice, co-signant en 1981 le scénario d’Un étrange voyage que réalise Alain Cavalier et qui obtient le prix Louis-Delluc ; elle joue dans le film aux côtés de Jean Rochefort. Elle tourne ensuite un court métrage sous la direction de Bob Rafelson, Modesty. Puis, elle apparaît dans plusieurs longs métrages comme actrice, tout en continuant à écrire des scénarios, dont Thérèse, César du meilleur scénario original ou adaptation en 1987.
Elle passe à la réalisation avec Pékin central, comédie qui se déroule en Chine. Premier film de fiction occidental tourné dans ce pays, il s'agit de l'un des films français les plus connus en Chine aujourd'hui. Il est l'unique film auquel Raymond Depardon a apporté sa collaboration en tant que directeur de la photographie.
Puis elle tourne Après la pluie, une comédie sur l'action humanitaire en Afrique. Elle réalise ensuite deux longs métrages documentaires, Le Fruit de vos entrailles, sur des femmes qui accouchent clandestinement à Bogota, et Octavio, l'histoire d'un petit Colombien adopté en Alaska.
Suit, en 1995, Le Fabuleux Destin de madame Petlet, avec Jean-Pierre Darroussin, Michèle Laroque et Maïté, l'histoire d'une scénariste de télévision survoltée qui vole la vie de sa nourrice pour en faire une série télévisée.
Puis, Vive nous, en 2000, est une comédie de mœurs où se croisent Emmanuelle Devos, Dieudonné, Daniel Prévost, Michèle Bernier et Thibault de Montalembert.
En 2003, Tatami, avec David Douillet, suit un champion du monde de judo qui prépare ses prochains championnats.
En 2007, elle tourne A Day in the Life of Kate Perry, Unemployed Actress, travail issu de sa résidence au Djerassi Artists Program en Californie et, en  2008, Notes japonaises lors d’un séjour à Kyoto, à la Villa Kujoyama, dont elle a été lauréate.
Sorti en 2010, C'est parti, apporte une vision personnelle sur le processus de naissance du Nouveau Parti anticapitaliste. Olivier Besancenot en est l’un des protagonistes.
En 2013, sort le long métrage L'Harmonie familiale, dont les acteurs principaux sont Georges Corraface, Sophie Deschamps, Philippe Caubère, Georges Kiejman. En novembre 2018, elle tourne à la CinéFabrique trois films avec des étudiants venus du Nigéria, dont The Key Taker et Nine Sharp.
En septembre 2019, sort le film indépendant qu'elle a réalisé sur La République en marche, Ça marche?! objet de nombreux ciné-débats. Seul film ayant obtenu l'autorisation de pénétrer ce mouvement politique, on y découvre l'activité des ministres tout comme celle des adhérents de base.
En mars 2022 sort en France le film L'Heure du départ. Tourné sur plusieurs décennies et salué par la critique, il apporte un point de vue personnel sur un sujet universel, la fin de vie.
Elle a publié, entre autres romans, Le Lapin enchanté (Éditions du Seuil) sur le monde du spectacle, Gourou, qui se déroule en Inde (Éditions Léo Scheer), et Nouvelles du cinéma (Éditions Léo Scheer).

### Vie privée
Camille de Casabianca est diplômée de Sciences Po Paris (section Service public), de l'université de Californie à Berkeley (MA in political science) et titulaire d'un DEA d'Histoire contemporaine.
Elle est la fille de Denise de Casabianca et d'Alain Fraissé dont le nom de scène est Alain Cavalier, lui-même réalisateur de cinéma.
Elle a été l'épouse de Patrick Blossier, directeur de la photographie, avec qui elle a un enfant, Felix.
Dans sa jeunesse, elle a été trotskyste, proche de la LCR d'Alain Krivine.
Son film Pékin central, une comédie, raconterait un voyage organisé en Chine avec Patrick Poivre d'Arvor, avec qui elle aurait eu une liaison,.
Camille de Casabianca est ceinture noire de judo (2e dan).
En France et à l’étranger, Camille de Casabianca est, par ailleurs, remarquée pour son engagement associatif. En juin 2024, elle a représenté l’Europe au jury du FIFES (Festival international du films écologique et solidaire fifes.org). En 2025, elle est la marraine de la cinquième édition.

## Filmographie

### Comme réalisatrice
- 1986 : Pékin central
- 1989 : Après la pluie
- 1990 : Le Fruit de vos entrailles
- 1991 : Octavio
- 1995 : Le Fabuleux Destin de madame Petlet
- 2000 : Vive nous !
- 2003 : Tatami
- 2007 : A Day in the Life of Kate Perry, Unemployed Actress, tourné en Californie
- 2008 : Notes japonaises, tourné au Japon
- 2010 : C'est parti
- 2013 : L'Harmonie familiale
- 2019 : Ça marche !?
- 2022 : L'Heure du départ

### Comme actrice
- 1964 : L'Insoumis : Rose-Marie
- 1981 : Un étrange voyage : Amélie
- 1981 : Modesty de Bob Rafelson[10]
- 1982 : Die Erbtöchter : Anna
- 1982 : We Cannes de François Manceaux avec Valérie Quennessen
- 1982 : Clémentine de Roger Kahane
- 1983 : Reflections into a Pickle Barrel de Richard Beymer
- 1983 : La Veuve rouge d'Édouard Molinaro : Gabrielle
- 1984 : Les Voleurs de la nuit de Samuel Fuller : Corinne
- 1984 : La mariée est trop belle épisode de la série Les Amours des années cinquante : Chouchou
- 1985 : Profs de Patrick Schulmann : Françoise, la compagne de Michel le professeur d'arts plastiques
- 1985 : Contes clandestins de Dominique Crèvecœur avec Daniel Mesguich
- 1986 : Pékin central : Véronique
- 1986 : Rejtözködö (L'Absent) de Zsolt Kézdi-Kovács : Odette
- 1987 : Cinématon #866 de Gérard Courant : elle-même
- 1989 : Après la pluie : Christine Faget
- 1995 : Le Fabuleux Destin de madame Petlet : Nathalie Reyter
- 1995 : La Croisade d'Anne Buridan
- 2000 : Vive nous ! : Valérie
- 2006 : Pour l'amour de Dieu : Mme Taddeï
- 2013 : L'Harmonie familiale
- 2022 : L'Heure du départ

## Publications
- Le Fabuleux Destin de madame Petlet : une comédie de Camille de Casabianca avec Maïté, Paris, Atelier Alpha bleue, 1995
- Une Fin, Éditions Contrejour, Paris, 1992, 70 p.  (ISBN 978-2-85949-144-4)
- Le Lapin enchanté, Paris, Éditions du Seuil, 2005, 172 p. (ISBN 978-2-02-067979-4)
- Pékin Central, Épicentre, Paris, 2008, 164 p.
- Nouvelles du cinéma, Paris, Éditions Léo Scheer, 2010, 216 p. (ISBN 978-2-7561-0245-0)
- D'une rencontre au bord d'un lac et de ses suites : nouvelle, Paris, Éditions Éoliennes, 2010, 64 p. (ISBN 978-2-911991-55-4)
- Gourou : roman, Paris, Éditions Léo Scheer, 2011, 240 p. (ISBN 978-2-7561-0305-1)

## Photographie
- Miss Tombouctou, exposition photos et texte, Galerie Contrejour, 1992.

## Discographie
- "Beijing Central", écrit et interprété par Camille de Casabianca, musique Michel Hardy. Éditions Virgin France- 1986.

## Émissions
- Avec ou sans filtre (France télévisions) - 6.4.24[11]
- Ça balance à Paris - 17.5.05
- Le Cercle de minuit
- Cinéma, Cinémas - 12.2.91
- Radioscopie (émission de radio) de Jacques Chancel - Radio France - 4.3.81
- José Artur - France Inter - 19.2.81